# Francisco N. González Díaz
Francisco Nicolás González Díaz (Ciudad de México, 10 de septiembre de 1966) es un empresario y diplomático mexicano. Fue director general del Banco Nacional de Comercio Exterior (Bancomext) y actualmente se desempeña como Presidente Ejecutivo de la Industria Nacional de Autopartes, A.C.

## Biografía
Es licenciado en Administración de Empresas por el Instituto Tecnológico Autónomo de México (ITAM), maestro en Administración por el Instituto Tecnológico y de Estudios Superiores de Monterrey (ITESM) y en Business Administration en la Universidad de Texas.
Cuenta con una trayectoria profesional de más de 20 años, comprometido con el crecimiento y el desarrollo del país. En la iniciativa privada participó activamente como empresario de los sectores de biotecnología y nutrición y en el sector bancario, colaboró con Grupo Financiero Monterrey, Grupo Financiero Bancomer, Nacional Financiera y Bancomext en áreas de crédito, riesgo, evaluación de proyectos, tesorería, adquisiciones y administración de activos.
Se desempeñó como embajador de México en Alemania entre 2010 y 2013. Del 10 de junio de 2013 al 27 de enero de 2017 fue director general de ProMéxico. Posteriormente, fue designado por el presidente Enrique Peña Nieto como director general de Bancomext, en sustitución de Alejandro Díaz de León Carrillo quien pasó a formar parte de la Junta de Gobierno del Banco de México.
En el sector público, destaca su participación como jefe de Protocolo de la Ronda Uruguay del GATT. Asimismo, fungió como director general Adjunto de Planeación Estratégica en la Secretaría de Gobernación. 
Francisco González cuenta con amplia experiencia en la promoción de México en el exterior, ya que de 2002 a la fecha ha ocupado cargos relacionados con este quehacer; entre ellos, se desempeñó como Embajador de México ante la República Federal de Alemania; Director Regional para Europa, Medio Oriente y África de ProMéxico; y Consejero Comercial para Alemania, Europa Central y del Este de BANCOMEXT. También fue Presidente Honorario del Consejo de Guadalajara Ciudad Creativa Digital.
Fue condecorado en dos ocasiones con la Cruz de Comendador de la Orden del Mérito de la República Federal de Alemania, en grado de Cruz de Comendador y en grado de Cruz de Gran Oficial. De igual manera, se le otorgó la Encomienda Número de la  Orden de Isabel la Católica de España y la Condecoración de la Orden de Dannebrog en grado de Comendador de Primera Clase de Dinamarca. En 2014, recibió el Reconocimiento al Mérito Profesional del ITAM por su destacado desempeño y trayectoria en el sector público. 
En el ámbito académico, ha sido catedrático de Finanzas, Proyectos e Inversión de Operaciones en el Instituto Tecnológico Autónomo de México y en el Instituto Politécnico Nacional. Ha impartido conferencias magistrales en instituciones de relevancia internacional. Francisco González ha sido miembro de diversos consejos y comités y actualmente es mentor de Endeavor.
El 17 de enero de 2022 fue presentado como Presidente Ejecutivo de la Industria Nacional de Autopartes, A.C., tras la salida de Óscar Albín, líder de la asociación durante más de una década.